# Ruy (FFH-Gebiet)
Das Fauna-Flora-Habitat-Gebiet Ruy (bulgarisch Руй) liegt auf dem Gebiet der Stadt Tran in der Oblast Pernik im Westen Bulgariens unmittelbar an der Grenze zu Serbien. 
Das über 61 km³ große Schutzgebiet umfasst den bulgarischen Teil des überwiegend mit Buchenwäldern bedeckten Ruj-Massivs und vorgelagerte Tiefland. Es zeichnet sich durch ein dichtes Gewässernetz und das Vorkommen naturnaher, mit Felshabitaten durchsetzter Wälder und extensiv genutzter Grünlandflächen aus. Es ist ein bedeutendes Gebiet für zahlreiche Säugetierarten wie den Wolf, den Braunbär, den Luchs und verschiedene Fledermausarten.
Das Gebiet wurde im Jahr 2007 als FFH-Gebiet vorgeschlagen. 2008 erfolgte die Bestätigung als Gebiet gemeinschaftlicher Bedeutung (SCI). Das FFH-Gebiet liegt im gleichnamigen EU-Vogelschutzgebiet.

## Schutzzweck
Folgende Lebensraumtypen nach Anhang I der FFH-Richtlinie sind für das Gebiet gemeldet (prioritäre Lebensraumtypen sind mit * gekennzeichnet):
| EU Code | * | Lebensraumtyp (offizielle Bezeichnung)                                                                                             | Fläche [ha] |
| ------- | - | --- | ----------- |
| 4060    |   | Alpine and boreale Heiden | 48          |
| 6110    | * | Lückige basophile oder Kalk-Pionierrasen (Alysso-Sedion albi)                                                                      | 3           |
| 6210    |   | Naturnahe Kalktrockenrasen und deren Verbuschungsstadien (Festuco-Brometalia) (* besondere Bestände mit bemerkenswerten Orchideen) | 51          |
| 62A0    |   | Östliche sub-mediterrane Trockenrasen (Scorzoneratalia villosae)                                                                   | 5           |
| 6430    |   | Feuchte Hochstaudenfluren der planaren und montanen bis alpinen Stufe                                                              | 10          |
| 6520    |   | Berg-Mähwiesen | 144         |
| 8210    |   | Kalkfelsen mit Felsspaltenvegetation                                                                                               | 9           |
| 8310    |   | Nicht touristisch erschlossene Höhlen                                                                                              | 0           |
| 9110    |   | Hainsimsen-Buchenwald (Luzulo-Fagetum)                                                                                             | 105         |
| 9130    |   | Waldmeister-Buchenwald (Asperulo-Fagetum) (incl. Waldgersten-Buchenwald)                                                           | 1937        |
| 9150    |   | Mitteleuropäischer Orchideen-Kalk-Buchenwald (Cephalanthero-Fagion)                                                                | 8           |
| 9170    |   | Labkraut-Eichen-Hainbuchenwald Galio-Carpinetum                                                                                    | 382         |
| 9180    | * | Schlucht- und Hangmischwälder Tilio-Acerion                                                                                        | 9           |
| 91E0    | * | Auen-Wälder mit Alnus glutinosa und Fraxinus excelsior (Alno-Padion, Alnion incanae, Salicion albae)                               | 14          |
| 91M0    |   | Pannonisch-balkanische Zerreichen- und Traubeneichenwälder                                                                         | 152         |
| 91W0    |   | Moesische Buchenwälder | 95          |
| 9530    | * | Sub-mediterrane Kiefernwälder mit endemischen Schwarzkiefern                                                                       | 34          |

### Arteninventar
Folgende Arten von gemeinschaftlichem Interesse sind für das Gebiet gemeldet (Prioritäre Arten sind mit * gekennzeichnet):
| Bild                         | EU Code | * | Art                          | wissenschaftlicher Name     | Artengruppe           |
| ---------------------------- | ------- | - | ---------------------------- | --------------------------- | --------------------- |
| Steinkrebs                   | 1093    | * | Steinkrebs                   | Austropotamobius torrentium | Krebse                |
| Mopsfledermaus               | 1324    |   | Mopsfledermaus               | Barbastella barbastellus    | Säugetiere            |
| Forellenbarbe                | 1138    |   | Forellenbarbe                | Barbus meridionalis         | Fische und Rundmäuler |
| Gelbbauchunke                | 1193    |   | Gelbbauchunke                | Bombina variegata           | Amphibien             |
| Wolf                         | 1352    | * | Wolf                         | Canis lupus                 | Säugetiere            |
|                              | 1088    |   | Großer Eichenbock            | Cerambyx cerdo              | Käfer                 |
| Steinbeißer                  | 1149    |   | Steinbeißer                  | Cobitis taenia              | Fische und Rundmäuler |
| Europäische Sumpfschildkröte | 1220    |   | Europäische Sumpfschildkröte | Emys orbicularis            | Reptilien             |
| Hirschkäfer                  | 1083    |   | Hirschkäfer                  | Lucanus cervus              | Käfer                 |
| Fischotter                   | 1355    |   | Fischotter                   | Lutra lutra                 | Säugetiere            |
| Eurasischer Luchs            | 1361    |   | Eurasischer Luchs            | Lynx lynx                   | Säugetiere            |
| Langflügelfledermaus         | 1310    |   | Langflügelfledermaus         | Miniopterus schreibersii    | Säugetiere            |
| Trauerbock                   | 1089    |   | Trauerbock                   | Morimus funereus            | Käfer                 |
| Bechsteinfledermaus          | 1323    |   | Bechsteinfledermaus          | Myotis bechsteinii          | Säugetiere            |
| Wimperfledermaus             | 1321    |   | Wimperfledermaus             | Myotis emarginatus          | Säugetiere            |
|                              | 1303    |   | Kleine Hufeisennase          | Rhinolophus hipposideros    | Säugetiere            |
| Große Hufeisennase           | 1304    |   | Große Hufeisennase           | Rhinolophus ferrumequinum   | Säugetiere            |
| Alpenbock                    | 1087    |   | Alpenbock                    | Rosalia alpina              | Käfer                 |
| Gold-Steinbeißer             | 1146    |   | Gold-Steinbeißer             | Sabanejewia aurata          | Fische und Rundmäuler |
| Griechische Landschildkröte  | 1217    |   | Griechische Landschildkröte  | Testudo hermanni            | Reptilien             |
| Asiatischer Kammmolch        | 1171    |   | Asiatischer Kammmolch        | Triturus karelinii          | Amphibien             |
| Braunbär                     | 1354    | * | Braunbär                     | Ursus arctos                | Säugetiere            |
| Tigeriltis                   | 2635    |   | Tigeriltis                   | Vormela peregusna           | Säugetiere            |